# Zamorčić
Nemojte zamijeniti sa zamorcima, porodicom uskonosnih majmuna.
Zamorčić (Cavia), rod glodavaca iz porodice prasenaca (Caviidae), porijeklom iz Južne Amerike. Ima sveukupno devet vrsta, ali je najpoznatija C. porcellus, domaći zamorčić.

## Povijest
U engleskom jeziku poznat kao gvinejsko prase (engl. guinea pig), kavija ili savija (engl. cavy, od port. çavia: oboružani bodljaš), ova životinja potječe od pretka Cavia cutleri, koji još obitava u Južnoj Americi. Zamorčiće su držali Inke više ili manje kao kućne ljubimce (točnije, za jelo) davno prije dolaska Europljana. Osvajanjem u XVI st. španjolski konkvistadori su ih pronašli kako slobodno trče po kućama ljudi i prevezli su ih u europske krajeve, no zamorčići su i dalje zadržali svoju ulogu kao hrana. Ponekad se glasaju kao svinje, i zbog toga neki ljudi ih nazivaju morskim prascima. Danas su zamorčići jedno od najomiljenijih dječjih kućnih ljubimaca širom svijeta.

## Vrste
Najpoznatiji su: engleski zamorčić (s kratkom i sjajnom dlakom), paragvajski (s dugom dlakom) i argentinski zamorčić (s kratkom grubom dlakom).

## Razmnožavanje
Ženka zamorčića nosi u prosjeku 2 mjeseca, a dužina graviditeta ovisi o broju mladunaca, jer što je više mladunaca ženka će se prije okotiti. Mladi na svijet dolaze u naprednijoj fazi od drugih vrsta glodavaca. Kote se s dlakom, otvorenim očima, stalnim a ne mliječnim zubima, i već su nakon 2 dana sposobni uzimati čvrstu hranu, ali je ipak potrebno da neko vrijeme (20 - 30-ak dana) provedu s majkom zbog stjecanja imuniteta preko mlijeka. Ženka može imati 3 legla godišnje, a spolno je zrela s mjesec dana, dok je mužjak spolno zreo s 2-3 mjeseca. Mužjaka nije potrebno odvajati od ženke poslije parenja, ni poslije okota, jer kod njih nije izražena pojava kanibalizma kao kod drugih glodavaca.
Ženka mora imati prvo leglo do svog 8 mjeseca. Ako se prvi puta spari kasnije od toga može imati velikih problema pri porodu, pa i uginuti. Problem je u elastičnosti zdjelice.